# Al Isma'iliyah
Al Isma'iliyah (arabisk: الإسماعيليه ) er et guvernement beliggende i den nordlige del af Egypten med 1.029.136
indbyggere (2010) og det areal på 1.442 km2; Dens hovedstad er Ismailia som ligger ved ved Suez-kanalen. Den grænser mod nord til guvernementet Bur Sa'id, mod øst til Nord-Sinai, mod syd til as-Suwais og mod vest til al-Qahira og asch-Scharqiyya.

## Eksterne kilder og henvisninger
1. ↑  Areal og befolkning

- Wikimedia Commons har flere filer relateret til Al Isma'iliyah

30°36′N 32°17′Ø / 30.600°N 32.283°Ø